# Campanario (Chile)
Campanario es una localidad del centro/sur de Chile. Está situado en la comuna de Yungay, en la provincia de Diguillín perteneciente a la Región de Ñuble. En este sector se encuentra el salto del Itata y el Saltillo del Itata.
Ubicada al oeste del río Itata, históricamente perteneció al departamento de Rere, dependiente de la antigua provincia de Concepción. Hacia 1927, el territorio de Campanario y algunas zonas cercanas fue transferido al departamento de Yungay, provincia de Ñuble. Con el proceso de regionalización de los años 1970, pasó a formar parte de la Región del Biobío hasta 2018, cuando pasó a conformar parte de la Región de Ñuble.

## Demografía
Según el censo de 2002, Campanario tenía una población de 2181 habitantes, de los cuales 1079 eran hombres y 1102 mujeres. En el pueblo se registraron 675 viviendas en una superficie de 2,10 km², por lo que tenía una densidad poblacional de 1038,6 hab/km².